# Girl Fight
Girl Fight es un videojuego de lucha desarrollado por Kung Fu Factory y publicado por Majesco Entertainment para las consolas PlayStation 3 y Xbox 360. Salió a la venta el 24 de septiembre (PS3) y el 25 de septiembre de 2013 (Xbox 360) exclusivamente en formato digital mediante el servicio de descargas de PlayStation Network y Xbox Live Arcade.

## Sinopsis
La historia de Girl Fight se ubica en un futuro indeterminado. Una misteriosa y oscura corporación que se hace llamar "La Fundación" está investigando las habilidades psíquicas de combate de curtidos luchadores de todo el planeta. Para ello, secuestra a luchadores y les hace luchar en un programa de realidad alternativa, para estudiar sus comportamientos y estilos de lucha. En esta ocasión, ha secuestrado a varias mujeres luchadoras con este objetivo. Para conseguir la libertad, estas luchadoras deben luchar entre ellas.

## Sistema de juego
El jugador puede seleccionar a una de las ocho luchadoras disponibles, aunque al principio del juego, solo hay disponible una, y debe jugar varias veces al modo "Arcade" para desbloquear las otras siete. El control es muy parecido al de la serie Dead or Alive. El sistema de control utiliza cuatro botones que permiten efectuar puñetazos, patadas, llaves y bloquear. Se pueden combinar para efectuar movimientos largos y de diversa fuerza. El movimiento es totalmente 3D y el jugador puede desplazarse por toda la zona de combate, lo que permite efectuar movimientos al costado o a la espalda del contrincante.
Por otro lado, el jugador puede utilizar el sistema "Psi", que consiste en una serie de movimientos especiales que requieren energía para ser ejecutados. Esta energía (mostrada con un indicador en pantalla) se restablece al efectuar golpes o al recibirlos. El jugador puede equiparse en combate con hasta dos técnicas "Psi", entre ellas regenerar vida, aumentar la defensa, crear confusión al contrincante o producir un movimiento sísmico. Puede conseguir más poderes "Psi" o potenciar los que ya posee comprándolos en la tienda del juego, utilizando puntos CR que consigue en los combates.

## Modos de juego
Girl Fight solo posee un modo de juego principal con varias submodalidades de lucha, pero incluye también algunas opciones adicionales:
- Luchar ahora

En esta opción se encuentra el grueso del juego. Los modos de juego que incluye son "Modo Arcade", que es el modo de juego principal, en el que el jugador debe seleccionar a una luchadora y superar ocho combates sucesivos; "Modo Cara a cara", un modo para disputar combates de manera libre. Puede jugar uno o dos jugadores. Permite fijar el número de asaltos por combate y el escenario;y por último el "Modo Online", similar al modo anterior descrito, pero mediante juego en línea. Incluye dos submodos de juego: "Partiga igualada", en el que los jugadores pueden subir de nivel consiguiendo puntos de reputación; y "Partida de jugador", para jugar partidas privadas.
- Fundación

En este menú, el jugador puede adquirir diversas bonificaciones con los créditos obtenidos en combate en las siguientes opciones: "Tienda", aquí el jugador puede obtener nuevos poderes "Psi", nuevos colores para los trajes de las luchadoras, biografías de las mismas,  e ilustraciones; "Desafíos", una lista de tareas secundarias que el jugador puede hacer mientras disputa combates. Si las cumple, obtendrá créditos. Algunos están ocultos y el jugador debe descubrirlos por sí mismo; "Estadísticas", una opción para consultar el número de combates disputados, golpes, llaves, poderes, etc.; "Biografías", aquí se almacenan las historias de las luchadoras que el jugador haya comprado en la tienda para leerlas cuando guste; "Extras", en esta opción se almacenan todas las ilustraciones que el jugador vaya consiguiendo a medida que progrese en el modo "Arcade" y también las que vaya comprando con créditos en la tienda; "Marcadores", que permite consultar las puntuaciones del resto de jugadores en línea; y por último "Ayuda y opciones", que permite modificar ciertos parámetros del juego como la dificultad, el número de asaltos, los controles, etc. También incluye un tutorial escrito para conocer los controles.
- Modo Entrenamiento

Un modo de juego para practicar con las luchadoras y aprender a controlarlas.

## Luchadoras
- Warchild: Su nombre real es Aisha Nwosu, afroamericana de 21 años. Teniente del ejército de los EE. UU.
- Chaos: Su nombre real es Shannon Hyde, americana de 18 años. Cadete militar.
- Viper: Su nombre real es Kana Hashimoto, japonesa de 32 años. Asesina que trabaja para los Yakuza.
- Wrench: Su nombre real es Naomi Austere, anglo-india de 26 años. Científica.
- Shogun: Su nombre real es Chihiro Oba, japonesa de 24 años. Miembro de las Fuerzas de defensa de Japón.
- Daisy: Su nombre real es Isabella Winter, americana de 27 años. Directora general de una multinacional.
- Ghost: Sus datos personales son desconocidos.
- Chrome: Sus datos personales son desconocidos. Ejerce como la jefa final del juego.

## Recepción
La crítica  de Girl Fight fue notablemente negativa. En Metacritic posee una puntuación de 35 / 100 para la versión de PlayStation 3, y un 34 / 100 para Xbox 360. IGN catalogó el juego con un 4,5 / 10, y critica el hecho de que no ofrece nada novedoso que no se haya visto en otros juegos de lucha, su historia prácticamente inexistente, gráficos y sonido mejorables, y pocos modos de juego, aunque el sistema de combate sí les pareció bastante solvente para los más acérrimos al género de la lucha.